# Oxalidals
Les oxalidals (Oxalidales) són un ordre de plantes amb flor (angiospermes).
El sistema APG II de classificació de les angiospermes, col·loca aquest ordre dins del clade eurosids I amb aquestes famílies:
- ordre Oxalidales
- Família Oxalidaceae
- Família Connaraceae
- Família Elaeocarpaceae
- Família Cunoniaceae
- Família Cephalotaceae
- Família Brunelliaceae

Les plantes d'aquest ordre són morfològicament molt heterogènies, inclou des d'abres fins a herbes, algunes són carnívores com les Cephalotaceae d'Austràlia, altres s'exploten pels seus fruits com el caramboler (Averrhoa carambola), i dintre les Oxalidaceae hi ha plantes que s'utilitzen amb fins ornamentals con el pa de cucut articulat (Oxalis articulata).
A l'antic sistema Cronquist la majoria de les famílies esmentades més amunt formaven part del grup Rosales, mentre la família Oxalidaceae eran dins el grup Geraniales i Elaeocarpaceae estava repartida entre Malvales i Polygalales, i en aquest darrer cas tractades com a Tremandraceae.